# کالانا
کالانا (به ایتالیایی: Calanna) یک کومونه در ایتالیا است که در استان رجو کالابریا واقع شده‌است.

## خصوصیات
کالانا ۱۰٫۵ کیلومترمربع مساحت و ۱٬۰۹۵ نفر جمعیت دارد.